# Chytriomyces willoughbyi
Chytriomyces willoughbyi är en svampart som beskrevs av Karling 1968. Chytriomyces willoughbyi ingår i släktet Chytriomyces och familjen Chytridiaceae.   Inga underarter finns listade i Catalogue of Life.